# Niedobór tetrahydrobiopteryny
Niedobór tetrahydrobiopteryny (złośliwa hiperfenyloalaninemia) – rzadka choroba metaboliczna, powodująca wzrost poziomu fenyloalaniny we krwi, co może spowodować uszkodzenie ośrodkowego układu nerwowego. Tetrahydrobiopteryna oprócz hydroksylazy fenyloalaninowej jest także kofaktorem dla hydroksylazy tyrozynowej i hydroksylazy tryptofanu, dlatego nieleczony niedobór tetrahydrobiopteryny oprócz hiperfenyloalaninemii spowoduje niedobór katecholamin i serotoniny, a to z kolei doprowadzi do obniżenia ciśnienia tętniczego krwi, zmniejszonej aktywności psychoruchowej oraz zaburzeń rozwoju.
Choroba ta została po raz pierwszy opisana w 1975.

## Epidemiologia
W Polsce niecałe 3% wszystkich hiperfenyloalaninemii jest spowodowane niedoborem tetrahydrobiopteryny, większość natomiast jest spowodowana mutacją genu kodującego hydroksylazę fenyloalaninową (fenyloketonuria). Na Tajwanie choroba ta występuje znacznie częściej i aż około 30% noworodków z hiperfenyloalaninemią ma niedobór tetrahydrobiopteryny.

## Genetyka
Mutacja w genie GCH1 (kodującego cyklohydrolazę I GTP), PCBD1 (kodującego dehydratazę pterynokarbinoloaminową), PTS (kodującego syntazę pirogronylotetrahydrobiopterynową) i QDPR (kodującego reduktazę dihydrobiopterynową) powoduje niedobór tetrahydrobiopteryny.
Choroba jest dziedziczona autosomalnie recesywnie.

## Leczenie
Podawanie tetrahydrobiopteryny (2–20 mg/kg na dzień) lub dieta uboga w fenyloalaninę oraz podawanie L-DOPA i 5-hydroksytryptofanu.